# Peter Scott (hockey sur gazon)
Pour les articles homonymes, voir Peter Scott.
Peter Scott né le 16 janvier 1997, est un joueur de hockey sur gazon britannique évoluant au poste de milieu de terrain au Wimbledon HC et avec les équipes nationales anglaise et britannique,.

## Carrière
Il a débuté en équipe nationale première en 2017 contre l'Allemagne avec l'Angleterre.